# セイルフィン・モーリー
セイルフィンモーリー（学名Poecilia velifera)は、メキシコに分布する熱帯魚。大型卵胎生メダカのひとつで、名前のとおり、オスの背びれが大きくセイル（帆）のように広がる。原種の体色はベージュに光沢のある白いスポットが多数入るもので、このスポット模様は体色の変化した改良品種でも維持される。
現在、熱帯魚店で多く売られているセイルフィンモーリーは以前「ジャイアント・セイルフィンモーリー」として売られていた大型のもので、以前は比較的小型なPoecilia latipinnaがセイルフィンモーリーとして売られていた。
全長約12cm。丈夫な魚で、飼育、繁殖とも容易である。古くから多くの改良品種が作出されている。

## 改良品種
- ゴールデン・セイルフィンモーリー

セイルフィンモーリーのアルビノ個体を固定したもので、全身がオレンジ色になる。
- プラチナ・セイルフィンモーリー

シルバー・セイルフィンモーリーともいう。光沢のある白い体色をした品種。
- バルーンモーリー

本種とブラックモーリーとの交配から生まれた脊椎の形成異常個体を固定して作出された品種で、体が本来の半分程度の寸胴な体型となっている。